# アンドレア・バルニャーニ
アンドレア・バルニャーニ（Andrea Bargnani, 1985年10月26日 - ）は、イタリア・ローマ出身の元バスケットボール選手。NBAのトロント・ラプターズなどに所属していた。ポジションはパワーフォワード、センター。

## 来歴
ローマ、トレヴィーゾでプレー後、2006年のNBAドラフトで全体1位指名でトロント・ラプターズ入団。チームのエースであるクリス・ボッシュと同じパワー・フォワードであることから、シーズン当初はなかなかプレイ時間を与えてもらえなかったが、3ポイントシュートなどロングシュート成功率が高く、本来のパワー・フォワードの他に、スモール・フォワードとしての出場機会を増やす。
2007年1月、2月と連続で月間最優秀新人に選ばれる。ラプターズで同賞を連続受賞したのはヴィンス・カーター（1999年3月、4月）以来2人目、2度受賞したのは、カーター、デイモン・スタウダマイアー（1995年11月、1996年1月）に次いで3人目の快挙だった。3月21日、盲腸炎の手術のため緊急入院した。また、同年の新人王投票ではポートランド・トレイルブレイザーズのブランドン・ロイに次いで2位の得票を集めた。また、オールルーキー・ファーストチームにも選出された。
2013年7月10日にスティーブ・ノヴァック、マーカス・キャンビー、クエンティン・リチャードソンとの引き換えに、将来の1巡目指名権（2016年）と2つの将来の2巡目指名権（2014年＆2017年）とともにニューヨーク・ニックスに放出された。
2015年7月12日、ブルックリン・ネッツと契約したが、2016年3月に解雇された。
2016年7月26日、リーガACBのサスキ・バスコニアと契約した。

## 個人成績

### レギュラーシーズン
| シーズン | チーム | GP  | GS  | MPG  | FG%  | 3P%  | FT%  | RPG | APG | SPG | BPG | PPG  |
| -------- | ------ | --- | --- | ---- | ---- | ---- | ---- | --- | --- | --- | --- | ---- |
| 2006–07  | TOR    | 65  | 2   | 25.1 | .427 | .373 | .824 | 3.9 | .8  | .5  | .8  | 11.6 |
| 2007–08  | TOR    | 78  | 53  | 23.9 | .386 | .345 | .840 | 3.7 | 1.1 | .3  | .5  | 10.2 |
| 2008–09  | TOR    | 78  | 59  | 31.4 | .450 | .409 | .831 | 5.3 | 1.2 | .4  | 1.2 | 15.4 |
| 2009–10  | TOR    | 80  | 80  | 35.0 | .470 | .372 | .774 | 6.3 | 1.2 | .3  | 1.4 | 17.2 |
| 2010–11  | TOR    | 66  | 66  | 35.7 | .448 | .345 | .820 | 5.2 | 1.8 | .5  | 1.7 | 21.4 |
| 2011–12  | TOR    | 31  | 31  | 33.3 | .432 | .296 | .873 | 5.5 | 2.0 | .6  | .5  | 19.5 |
| 2012–13  | TOR    | 35  | 25  | 28.7 | .400 | .311 | .844 | 3.7 | 1.1 | .6  | .7  | 12.7 |
| 2013–14  | NYK    | 42  | 39  | 29.9 | .442 | .278 | .825 | 5.3 | 1.1 | .3  | 1.2 | 13.3 |
| 2014–15  | NYK    | 29  | 22  | 27.1 | .454 | .366 | .813 | 4.4 | 1.6 | .1  | .9  | 14.8 |
| 2015–16  | BKN    | 46  | 0   | 13.8 | .455 | .188 | .825 | 2.1 | .4  | .1  | .2  | 6.6  |
| Career   | Career | 550 | 377 | 28.7 | .439 | .354 | .824 | 4.6 | 1.2 | .4  | .9  | 14.3 |

### プレーオフ
| シーズン | チーム | GP | GS | MPG  | FG%  | 3P%  | FT%   | RPG | APG | SPG | BPG | PPG  |
| -------- | ------ | -- | -- | ---- | ---- | ---- | ----- | --- | --- | --- | --- | ---- |
| 2008     | TOR    | 6  | 3  | 30.2 | .478 | .412 | .789  | 4.0 | 1.0 | .8  | .5  | 11.0 |
| 2009     | TOR    | 5  | 5  | 20.8 | .333 | .250 | 1.000 | 1.4 | .4  | .8  | .6  | 6.4  |
| Career   | Career | 11 | 8  | 25.9 | .412 | .333 | .810  | 2.8 | .7  | .8  | .5  | 8.9  |

## プレースタイル
前述のように、長身ながらスリーポイントシュートも打てる欧州出身選手の典型であり、ダーク・ノヴィツキーと比較されることもしばしば。ジャンプシュートではなくセットシュートで放つ弾道の低い長距離シュートが特徴的。長身ながらインサイドのプレーに弱く、課題としてはディフェンスやリバウンド、フィジカル面の向上などがある。ちなみに、ノビツキーもこれらが課題とされ、徐々に克服していった。